# فرانچسکو وینچنزی
فرانچسکو وینچنزی (انگلیسی: Francesco Vincenzi؛ زادهٔ ۳۰ سپتامبر ۱۹۵۶) بازیکن فوتبال اهل ایتالیا است.
از باشگاه‌هایی که در آن بازی کرده‌است می‌توان به باشگاه فوتبال آسکولی، باشگاه فوتبال آ.ث. میلان، باشگاه فوتبال لچه، باشگاه فوتبال آ.اس. رم، باشگاه فوتبال بولونیا، باشگاه فوتبال برشا، باشگاه فوتبال پیستویزه، باشگاه فوتبال مونتسا، باشگاه فوتبال کومو، باشگاه فوتبال ویچنزا، و باشگاه فوتبال وارزه اشاره کرد.